# Water from the Wells of Home
Water from the Wells of Home es el trigésimoquinto álbum del cantante country Johnny Cash lanzado en 1988 bajo el sello disquero Mercury. El disco presenta varias colaboraciones como "New Moon Over Jamaica" junto con Paul McCartney y la canción "Call Me the Breeze" la cual es una versión de J. J. Cale. Aparecieron otros personajes como Waylon Jennings, Glen Campbell, Emmylou Harris y miembros familiares como John Carter Cash y June Carter Cash.

La canción "Ballad of a Teenage Queen" es originalmente del CD Sings the Songs That Made Him Famous (1958) de cuando Cash estaba en el sello Sun Records, esta canción fue regrabada y puesta en este CD.

Al álbum no le fue tan bien, llegando hasta el puesto 48 mientras que los sencillos publicitarios "Ballad of a Teenage Queen" y "That Old Wheel" llegaron hasta los puestos 45 y 21 respectivamente.

## Canciones
1. Ballad of a Teenage Queen" (Junto a Rosanne Cash y the Everly Brothers) – 2:45
(Jack Clement)
2. As Long as I Live" (Junto a Emmylou Harris y Roy Acuff) – 2:58
(Roy Acuff)
3. Where Did We Go Right" (Junto a John Carter Cash y June Carter Cash) – 2:58
(Dave Loggins y Don Schlitz)
4. The Last of the Drifters" (Junto a Tom T. Hall) – 3:17
(Tom T. Hall)
5. Call Me the Breeze" (Junto a John Carter Cash) – 3:24
(J. J. Cale)
6. That Old Wheel" (Junto a Hank Williams, Jr.) – 2:49
(Jennifer Pierce)
7. Sweeter Than the Flowers" (Junto a Waylon Jennings) – 2:56
(Morry Burns, Syd Nathan y Ervin T. Rouse)
8. A Croft in Clachan (The Ballad of Rob MacDunn)" (Junto a Glen Campbell) – 4:04
(Cash)
9. New Moon Over Jamaica" (Junto a Paul McCartney) – 3:12
(Cash, Hall y Paul McCartney)
10. Water from the Wells of Home" (Junto a John Carter Cash) – 2:58
(Cash)

## Personal
- Johnny Cash - Vocalista
- Glen Campbell - Vocalista
- John Carter Cash - Vocalista
- Emmylou Harris - Vocalista
- Waylon Jennings - Vocalista
- Paul McCartney - Vocalista
- Al Casey - Guitarra
- Traci Werbel - Coordinación

## Posición en listas
Álbum - Billboard (América del Norte)
| Año  | Tabla           | Posición |
| ---- | --------------- | -------- |
| 1988 | Álbumes Country | 48       |

Canciones - Billboard (América del Norte)
| Año  | Canción                     | Tabla             | Posición |
| ---- | --------------------------- | ----------------- | -------- |
| 1988 | "Ballad of a Teenage Queen" | Canciones Country | 45       |
| 1989 | "That Old Wheel"            | Canciones Country | 21       |